# 李杰 (武威县子)
李杰（？—718年），本名务光，相州滏阳县（今河北省邯郸市磁县）人，祖籍陇西郡狄道县（今甘肃省定西市临洮县），北魏并州刺史李宝的后裔，唐朝官员。

## 生平

### 早年
李杰年少时以孝顺友爱著称，考中明经后，出任齐州参军事，屡次升官至天官员外郎。李杰聪明机敏有做官的才干，为官周密勤勉，为政深得当时之人的赞誉。李杰以采访使的身份巡行山南道，当时户口流散，势单力薄的下等户被豪强大户兼并，李杰为此制定条令分别予以处置，检查防止逃亡和藏匿户口，恢复生业的人达到当地人数的百分之七八十。神龙年间，李杰升任卫尉少卿，神龙二年（706年），李杰被选为巡察使出巡河东道，接受任命考察当地官吏安抚百姓，举荐贤能审查冤狱，政绩考核为各道第一。先天年间，李杰升任陕州刺史、水陆发运使，设置水陆发运使这一职务就是从李杰开始的，后改任河南尹。

### 河南尹任内
李杰对于听讼断案既精又勤，每当遇到诉讼，即使在路途中或是吃饭喝水，也从不耽误处理断决，因此府衙里没有滞留的事务，百姓和官吏都很爱戴他。有个寡妇控告自己的儿子不孝顺，她的儿子无法为自己申诉，只是说：“我得罪了母亲，甘愿受死。”李杰观察他的神色，觉得不是不孝子，就对寡妇说：“你丧偶独居，只有一个儿子，今天来告发他，按罪应当处死，你不后悔吗？”寡妇回答说：“儿子无赖不孝顺母亲，怎么会后悔！”李杰说：“审核如此，你可以去买棺材回来给儿子收尸。”李杰同时让人跟踪寡妇，寡妇出门后与一个道士说：“事情了解了。”不久寡妇就带着棺材来了，李杰希望寡妇反悔，再三劝喻她，寡妇坚持己见如初。道士站在官府门外，李杰暗中让人将他逮捕，一审问道士就承认服罪，说：“我与寡妇有私情，经常被她的儿子制约，所以希望除掉他。”李杰下令杖杀道士和寡妇，将他们装进棺材里。黄河和汴河的交汇处有个土坝叫梁公堰，年久失修堰堤损坏，致使江淮漕运不通，开元二年（714年），李杰上奏征调汴州、郑州一带的丁男加以修复整治，节省功夫而且很快完成，官府和百姓都深感便利，于是在水滨树立石碑，记载李杰的功绩。

### 御史大夫任内
不久，李杰被征入朝代替宋璟担任御史大夫，尚衣奉御长孙昕因为琐事一向厌恶李杰。开元四年春正月癸未（716年2月3日），李杰前往里坊中看望姨母，他的随从留在门口，长孙昕和妹夫杨仙玉与二十多人并列骑马穿行于大街上，就让奴仆殴打李杰的随从。李杰出来对他们进行了制止，长孙昕仗着自己是唐玄宗皇后的妹夫，与杨仙玉一起殴打侮辱李杰。不久，执金吾及万年县官都到了，把他们送到县衙囚禁起来，长孙昕的岳父王仁皎带了二百骑士又把他们劫走。李杰与执金吾及万年县官诉状于唐玄宗，李杰申诉说：“损害头发和肌肤，身上疼痛；侮辱士大夫，国家受辱。”唐玄宗大怒，下诏在朝堂斩杀长孙昕。左散骑常侍马怀素建议说：“正值阳气调和之月，不可以用斩刑。”马怀素接连上表申请。于是唐玄宗下敕：“凡是执行法令总是从近到远，施行处罚总是先亲后疏。长孙昕、杨仙玉等人依仗皇室姻亲的身份，肆意行凶，轻侮法规，损辱大臣，情理尤其难容，因此命令斩绝。如今百官等多次陈奏表疏，坚持诚心请求，因为春暖季节，不是肃杀之时，引证古今，词义恳切，朕有心依从苦谏，在情理上又珍视法律，应当暂缓死刑的处罚，等到秋冬枯木自毙的时节，即当杖刑处死，向百官谢过。”又下诏书慰问李杰：“长孙昕等人是朕的亲戚，不能教诲开导他们，致使他们冒犯了士大夫，虽然处以死刑，还不足以请求原谅，爱卿应当以刚正之心憎恨坏人坏事，不要把这样的恶人放在心上。”

### 受诬出朝
次年，李杰因为监修桥陵有功，被封为武威县子。当初李杰监督桥陵营造时，引荐侍御史王旭为护陵判官，王旭贪赃受贿，李杰准备将他绳之以法又没拿到实证，还没施行，反而被王旭诬陷，被外调衢州刺史，又转任扬州大都督府长史，再次受到王旭诬陷，唐玄宗下诏将李杰交付大理寺定罪，大理卿元行冲认为李杰处理政务廉洁，不应无辜被谗言恶人所陷害，奏请从轻发落，唐玄宗不听，李杰因此免官归家。开元六年（718年），李杰去世，唐玄宗为他哀悼，特意追赠户部尚书。

## 居所
李杰的住宅位于洛阳城定鼎门街西边的第二街，名为从政坊。

## 延伸阅读
[在维基数据编辑]
 《舊唐書/卷100》，出自刘昫《舊唐書》
 《新唐書·卷128》，出自《新唐書》